# Frederico Carlos Hoehne
Frederico Carlos Hoehne (Juiz de Fora, 1882 – 1959) foi um botânico brasileiro, defendendo a proteção da natureza durante toda a sua vida, sendo o pioneiro no tema entre os cientistas do país. Um dos oito filhos dum casal de imigrantes alemães, foi também escritor e primeiro diretor do Jardim Botânico e Instituto de Botânica de São Paulo. Sua prática de campo e gabinete possibilitou inúmeras publicações na sua área de atuação. 

## Algumas publicações

### 1910s
Hoehne, F. C.  Commissão de Linhas Telegraphicas Estrategicas de Mato-Grosso ao Amazonas. Annexo nº 5-Historia Natural Botanica - Parte V; Mayacaceas, Xyridaceas, Commelinaceas, Liliaceas, Amaryllidaceas, Iridaceas, Musaceas, Cannaceas, Marantaceas, Orchidaceas, Phytolaccaceas entre outras. Rio de Janeiro, 1915. 
Hoehne, F. C. Relatorios dos trabalhos de botanica e viagens executadas durante os annos de 1908 e 1909. 1916.
Hoehne, F. C. Monographia das Asclepiadaceas Brasileiras : Monographia das Asclepiadaceas Brasileiras (Monographia Asclepiadacearum Brasiliensium) ou Relação e descripção das Asclepiadaceas brasileiras encontradas nos diversos herbários do Brasil) Fascículos I e II. Commissão de Linhas Telegraphicas Estrategicas de Mato-Grosso ao Amazonas (Publicação n. 38); Edição brochura. Rio de Janeiro, 1916.

### 1920s
Hoehne, F. C. Vegetaes anthelminticos ou enumeração dos vegetaes empregados na medicina popular como vermífugos. Rio de Janeiro, Weiszflog Irmãos, 1920
Hoehne, F. C.; SCHLECHTER, R. Anexos das Memórias do Instituto de Butantan Vol 1 - Fasc. 5. São Paulo, Melhoramentos (Weiszflog Irmãos), 1922. 208p.
Hoehne, F. C. A Flora do Brasil – in: Recenseamento do Brasil realizado em 1 de setembro de 1920. Rio de Janeiro, Ministério da Agricultura, Industria e Commercio, Directoria Geral de Estatística, Typographia da Estatística, 1922. Formato 18 cm X 26 cm, brochura ilustrada com fotos p&b e desenhos coloridos de página inteira de Castro Silva, 136 pp.
Hoehne, F. C. Campos do Jordão - seu clima e fitofisionomia. São Paulo, Museu Paulista, 1924
Hoehne, F. C.Album da Secção de Botanica do Museu Paulista e Suas Dependencias, etc. São Paulo, Imprensa Methodista, (março) 1925. Contém 218 photogravuras e zincographias e 5 trichromias; Publicação comemorativa do oitavo aniversário da Secção de Botanica que se fez com a criação do Horto "Oswaldo Cruz", de Butantan.
Hoehne, F. C. Monographia das Aristolochiaceas Brasileiras. Reimpresso das Memórias do Instituto Oswaldo Cruz. Tomo XX, Fascículo I, 192 pp. 87 estampas, 18x27cm. Rio de Janeiro, 1927.
Hoehne, F. C. Boletim de Agricultura - Julho e Agosto 1929. Rothschild, 1929. Illustrações originaes, brochura, 120p., 16x23cm.

### 1930s
Hoehne, F. C. Álbum das Orchidaceas Brasileiras e o Orchidário do Estado de São Paulo.  São Paulo,  Secretaria de Agricultura, Industria e Commercio de São Paulo, 1930. Com 58 estampas em cores naturaes e 109 clichés escuros. 264pgs. 19x26, 5cms. Encadernado.
Hoehne, F. C. As Plantas ornamentaes da Flora Brasílica. Vol I. São Paulo, Secretaria de Agricultura, Indústria e Comércio, 1930.
Hoehne, F. C. Araucarilandia. Observações Geraes e Contribuições ao Estudo da Flora e Phytophysionomia do Brasil. São Paulo: Secretaria da Agricultura, Industria e Commercio do Estado de São Paulo; Directoria de Publicidade, 1930. 133pp.
Hoehne, F. C. O Jequitibá Rei - 2° Vol. da Série Dramas e Histórias da Natureza. Rio de Janeiro, Livraria Liberdade, 1930.
Hoehne, F. C. As Plantas Ornamentaes da Flora Brasilica (e o seu papel como factores da salubridade publica, da esthética urbana e artes decorativas nacionaes). São Paulo, Rothschild, 1936. 408 p.
Hoehne, F. C. Resenha Histórica para a Comemoração do Vigésimo Aniversário da Seção de Botânica e Agronomia Anexa ao Instituto Biológico de São Paulo. São Paulo: Secretaria de Agricultura, Indústria e Comércio, 1937.
Hoehne, F. C. Botânica e Agricultura no Brasil no Século XVI. Coleção Brasiliana. Companhia Editora Nacional, 1937. 410p.
Hoehne, F. C. Painas, Cortiças e Similares Vegetaes da Flora Brasilica. Rio de Janeiro, Typographia Brasil, 1938
Hoehne, F. C. Plantas e Substâncias Tóxicas e Medicinais. Rio de Janeiro, Graphicards, 1939.
Hoehne, F. C. Arquivos de Botânica do Estado de São Paulo. Volume I - fascículos: 2, 3, 4, 5. São Paulo, 1939.

### 1940s
Hoehne, F. C. Arquivos de Botânica do Estado de São Paulo. Volume I - fascículo 6. São Paulo, 1944.
Hoehne, F. C. Arquivos de Botânica do Estado de São Paulo. Volume II – fascículo 3. São Paulo, 1946.
Hoehne, F. C. Arquivos de Botânica do Estado de São Paulo. Volume II -fascículo 5. São Paulo, 1950.
Hoehne, F. C. O litoral do Brasil Meridional. Vol 4. Excursão de Santos até Laguna.  São Paulo, Secretaria da Agricultura, Indústria e Comércio, 1940.
Hoehne, F. C.; Kuhlmann, M. & Handro, O. O Jardim Botânico de São Paulo. São Paulo, Secretaria da Agricultura, Indústria e Comércio, 1941.
Hoehne, F. C. Flora Brasilica - série de livros publicados pela Secretaria de Agricultura do Estado de São Paulo entre 1940 e 1955:
• Fascículo 1, Volume 12.1; 1 a 12 - Orchidaceae (12 gêneros e 236 espécies), por Frederico C. Hoehne - 254 pp. e 153 tábuas. (1940).
• Fascículo 2, Volume 25.2; 122 - Leguminosae (1 gênero e 11 espécies), por Frederico C. Hoehne - 20 pp. e 15 tábuas. (1940).
• Fascículo 3, Volume 25.2; 128 - Leguminosae (2 gêneros e 122 espécies), por Frederico C. Hoehne - 100 pp. e 107 tábuas. (1941).
• Fascículo 4, Volume 25.2; 126 e 127 - Leguminosae (2 gêneros e 44 espécies), por Frederico C. Hoehne - 39 pp. e 40 tábuas. (1941).
• Fascículo 5, Volume 12.6; 97 a 114 - Orchidaceae (19 gêneros e 117 espécies), por Frederico C. Hoehne - 218 pp. e 138 tábuas. (1942).
• Fascículo 6, Volume 15.2 - Aristolochiaceae (3 gêneros e 137 espécies), por Frederico C. Hoehne - 141 pp. e 123 tábuas. (1942).
• Fascículo 7, Volume 48; 1 a 14 - Labiatae (14 gêneros e 90 espécies), por C. Epling. e J. F. Toledo - 107 pp. e 42 tábuas. (1943).
• Fascículo 10, Volume 12.7; 115 a 147 - Orchidaceae (37 gêneros e 212 espécies), por Frederico C. Hoehne - 396 pp. e 182 tábuas. (1953).
Hoehne, F. C. Relatório Annual do Instituto de Botânica. São Paulo, Secretaria de Agricultura do Estado, 1941.  
Hoehne, F. C. Relatório Annual do Instituto de Botânica. São Paulo, Secretaria de Agricultura do Estado, 1942.   
Hoehne, F. C. Relatório Annual do Instituto de Botânica. São Paulo, Secretaria de Agricultura do Estado, 1943.  
Hoehne, F. C. Relatório Annual do Instituto de Botânica. São Paulo, Secretaria de Agricultura do Estado, 1944.
Hoehne, F. C. Arbonização urbana. 1944. 215 p.
Hoehne, F. C. Relatório Annual do Instituto de Botânica. São Paulo, Secretaria de Agricultura do Estado, 1945.   
Hoehne, F. C. Relatório Annual do Instituto de Botânica. São Paulo, Secretaria de Agricultura do Estado, 1946.
Hoehne, F. C. Frutas Indigenas. São Paulo, Instituto de Botânica, 1946 (reeditado em 1979).
Hoehne, F. C. Relatório Annual do Instituto de Botânica. São Paulo, Secretaria de Agricultura do Estado, 1947.
Hoehne, F. C. Relatório Annual do Instituto de Botânica. São Paulo, Secretaria de Agricultura do Estado, 1948.
Hoehne, F. C. Plantas aquáticas. Publicação com 81 pranchas das quais 2 em cores, representando ao todo 265 espécies das quais 124 algas unicelulares, 16 algas pluricelulares, 10 criptógamos vasculares, 80 monocotiledôneas e 35 dicotiledôneas. São Paulo, Instituto de Botânica de São Paulo, 1948 (reeditado em 1979).
Hoehne, F. C. Relatório Annual do Instituto de Botânica. São Paulo, Secretaria de Agricultura do Estado, 1949ª.
Hoehne, F. C. Iconografia de Orchidaceas do Brasil. 01p.texto com fotos e ilustrações+ 300p. c/ tábuas ilustradas coloridas & p&b, formato:22x33 cm; São Paulo, Graficards F. Lanzara, 1949b. 

### 1950s
Hoehne, F. C. Relatório Annual do Instituto de Botânica. São Paulo, Secretaria de Agricultura do Estado, 1950.    
Hoehne, F. C. Relatório Annual do Instituto de Botânica. São Paulo, Secretaria da Agricultura do Estado, 1951.
Hoehne, F. C.; Kuhlmann, João Geraldo. Índice bibliográfico e numérico das plantas colhidas pela Comissão Rondon. (Comissão de linhas telegráficas estratégias de Mato-Grosso ao Amazonas de 1908 até 1923) Brochura, dimensões 30x23 cm, 400 páginas. São Paulo, Instituto de Botânica de São Paulo, 1951.
Hoehne, F. C. Octomeria da afinidade de O. Chamaeleptores. Revista Orquídea, V. 14/n. 6, ano 1952.

### Post mortem
HOEHNE, F. C. Iconografia das Gesneriáceas do Brasil. Brochura; formato 23x31cm; 521 paginas. São Paulo, Secretaria da Agricultura, 1970.
- Frederico Carlos Hoehne: a atualidade de um pioneiro no campo da proteção à natureza do Brasil. Ambiente & sociedade vol.8 no.1 Campinas Jan./June. 2005
- Acervo à venda em www.estantevirtual.com.br em 29 de agosto de 2009.